# Nops alexenriquei
Espèce
Nops alexenriquei est une espèce d'araignées aranéomorphes de la famille des Caponiidae.

## Distribution
Cette espèce est endémique du Brésil. Elle se rencontre en Amazonas et au Pará.

## Description
Le mâle holotype mesure 8,5 mm et la femelle 9,1 mm.

## Étymologie
Cette espèce est nommée en l'honneur d'Alex Enrique Sánchez Jardines, le fils d'Alexander Sánchez-Ruiz.

## Publication originale
- Sánchez-Ruiz & Brescovit, 2018 : A revision of the Neotropical spider genus Nops MacLeay (Araneae: Caponiidae) with the first phylogenetic hypothesis for the Nopinae genera. Zootaxa, no 4427(1), p. 1-121.